# Астерикс и Обеликс: Средње краљевство
Астерикс и Обеликс: Средње краљевство (фр. Astérix et Obélix : L'Empire du Milieu) француска је филмска комедија из 2023. године. Режију потписује Гијом Кане, који такође тумачи Астерикса. Наставак је филма Астерикс и Обеликс у Британији (2012) и пети део филмског серијала Астерикс.
Прати Астерикса и Обеликса који путују у Кинеско царство. Сценарио потписују Филип Мешелен и Жилијен Ерве, уз помоћ Канеа. Први је играни филм о Астериксу који се не темељи на једном од стрипова Астерикс, као и први у ком Жерар Депардје не тумачи улогу Обеликса.
Првобитно је планирано да се снимање одржи 2020. у Кини, али је одложено годину дана и пребачено у Француску због пандемије ковида 19. Буџет филма износи 72,4 милиона долара. Приказивање у биоскопима започело је 1. фебруара 2023. године, односно дан касније у Србији.

## Радња
Година је 50. п. н. е. кинеска царица је управо затворена након државног удара који је подстакнуо Денг Цин Ћин, издајнички принц. Уз помоћ феничанског трговца и њеног верног телохранитеља, једина ћерка царице бежи у Галију да затражи помоћ од два храбра ратника Астерикса и Обеликса, који су обдарени надљудском снагом захваљујући свом магичном напитку. Они радо прихватају да помогну принцези да спасе своју мајку и ослободи своју земљу. Међутим, Цезар и његова моћна војска, жедни новог освајања, такође иду ка Средњем краљевству.

## Улоге
| Глумац             | Улога            |
| ------------------ | ---------------- |
| Гијом Кане         | Астерикс         |
| Жил Лелуш          | Обеликс          |
| Венсан Касел       | Гај Јулије Цезар |
| Марион Котијар     | Клеопатра VII       |
| Жисон Шикандије    | Нехигијеникс     |
| Жонатан Коен       | Грејндемејс      |
| Рамзи Бедија       | Епидемис         |
| Лијана Чеа         | Тат Хан          |
| Џули Чен           | Фу Ји            |
| Лин Дан Фам        | кинеска царица   |
| Хосе Гарсија       | Биопикс          |
| Бун Хај Мин        | Ден Цин Ћин      |
| Ману Паје          | Ри Ћи Ћи         |
| Тран Ву Тран       | Ду Денг          |
| Пјер Ричард        | Жетафикс         |
| Златан Ибрахимовић | Кај Антивирус    |
| Филип Катерин      | Какофоникс       |
| Жером Командер     | Виталстатикс     |
| Анжелик            | Панасеа          |
| Матје Шедид        | Ремикс           |